# 道の駅ららん藤岡
道の駅ららん藤岡（みちのえき ららんふじおか）は、群馬県藤岡市中にある群馬県道13号前橋長瀞線の道の駅である。別名「ハイウェイオアシスららん藤岡」。
上信越自動車道藤岡PA（上り線）に併設するハイウェイオアシスでもあり、高速バスのバスターミナルを施設内に設置する。

## 概要
2000年4月28日、藤岡PA開業と同日にハイウェイオアシスも開業。ハイウェイオアシスの愛称として「ららん藤岡」を採用した。上信越自動車道藤岡ICに隣接しており、アクセスのよさから年間240万人の来場者を有する。
ミニ遊園地やモダンな建物群が特徴で、地域で生産された新鮮な野菜の直売所や、ご当地ラーメンの「藤岡ラーメン」が食べられるグルメプラザがあり、世代を問わず楽しめる施設が集まる。
開駅当初の駅名は道の駅「ふじおか」であったが、ハイウェイオアシスとしての名称は当初から「ららん藤岡」であったこともあり、名称を合わせる形で2015年7月1日付けをもって、道の駅名も「ららん藤岡」に統一された。
また、2022年には、旅行雑誌『じゃらん』の「全国道の駅グランプリ2022」において全国で第6位にランクインしている。

## 施設
各施設のテナントの詳細は、公式サイトの施設案内または店舗案内を参照。
- 駐車場（一般道路＋藤岡PAで記載）
  - 大型車：33台（11+22）
  - 普通車：567台（400+167）
  - 身体障害者用：10台（8+2）
- 有料駐車場（すべて普通車用）
  - 第1：165台
  - 第2：53台
- トイレ（男19、女13、身体障害者用4、多目的1）
- アグリプラザ（農産物直売所）[4]
- グルメプラザ（北館・南館） - 南館には藤岡市観光案内所が併設されている。
- 花の交流館（室内での花の展示、販売）
- メルヘンプラザ - 観覧車が設置されているミニ遊園地[4][11]。
- 噴水広場[4]

## アクセス
- 群馬県道13号前橋長瀞線
- 上信越自動車道（藤岡PA）：上り線のみ[1]

### バスターミナル
バスターミナルは一般道側にある。バス停の名称は高速バスは「藤岡インター」、一般路線バスは「ららん藤岡」。

#### 高速バス
- エアポートリムジン（羽田空港直通バス / 日本中央バス・東京空港交通）
- アザレア号（東京ディズニーランド・成田空港直通バス / 関越交通・千葉交通）
- シルクライナー（京都駅八条口・大阪OCAT行 / 日本中央バス）
- 前橋 - 池袋・新宿線（練馬区役所前・池袋駅東口・バスタ新宿・東京ドームホテル・秋葉原駅・バスターミナル東京八重洲行 / 日本中央バス）
- 東京・埼玉・群馬 - 富山・金沢線（富山駅・金沢駅行 / 日本中央バス）
- 渋川・前橋・高崎 - 河口湖線（富士急ハイランド・河口湖駅行 / 関越交通・富士急バス）※季節運行

#### 一般路線バス
| 乗場                                 | 系統                                                             | 主要経由地                                                       | 行先       | 運行会社       | 備考 |
| ------------------------------------ | ---------------------------------------------------------------- | ---------------------------------------------------------------- | ---------- | -------------- | ---- |
|                                      | 市内循環線                                                       | 古桜町、みかぼみらい館第3駐車場                                  | 群馬藤岡駅 | 藤岡市めぐるん |      |
| 藤岡総合病院外来センター、藤岡市役所 | 市内循環線                                                       | 群馬藤岡駅                                                       |            | 藤岡市めぐるん |      |
| 三ツ木〜高山線                       | 藤岡総合病院外来センター、藤岡市役所、群馬藤岡駅、東平井公民館前 | 高山                                                             |            | 藤岡市めぐるん |      |
| 三ツ木〜高山線                       | 大薬師                                                           | 三ツ木公会堂前                                                   |            | 藤岡市めぐるん |      |
|                                      | 藤岡〜上平線                                                     | 藤岡総合病院外来センター、藤岡市役所、群馬藤岡駅、西平井公民館前 | 上平       | 藤岡市めぐるん |      |

## 周辺
- 上信越自動車道藤岡IC[4][5]
- 藤岡市立小野小学校
- 東日本旅客鉄道（JR東日本）八高線 北藤岡駅
- 国道17号
- 群馬県道23号藤岡本庄線（西上州やまびこ街道）
- 群馬県道174号下栗須馬庭停車場線
- 公立藤岡総合病院
- 鏑川